# Медекша, Стефан Франтишек
Стефан Франтишек Медекша (ок. 1629 — ум. до 01.04.1690) — королевский секретарь в 1661 г., подчаший Жемайтский с 1670 г., судья земский Ковенский с 1690 г., дипломат и мемуарист.

## Биография
Отец — Марк из Пруща, осевший в Жемайтии. В молодости был кальвинистом.
В 1652 г. находился на службе при дворе князя Януша Радзивилла. Затем перешёл на службу к гетману польному Литовскому В. Гонсевскому, принял католичество и новое имя Франтишек.
Участовавал в войне России с Речью Посполитой 1654—1667 гг., выполнял ответственные поручения по организации переговоров между двумя государствами. Неоднократно посещал Москву по вопросам заключения перемирия и возвращения пленников.
С 1661 г. — королевский придворный и секретарь.
В 1662 г. был убит В. Гонсевский, и Стефан Медекша поступает на службу к великому канцлеру Литовскому Христофору Пацу.
Благодаря поддержке семейства Пацев получил следующие должности в Ковно: гродского писаря (1666), подстаросты (1674), подсудка (1677), земского судьи (1690).
Неоднократно избирался депутатом сеймов и депутатом Трибунала ВКЛ.

## Творчество
На протяжении своей жизни вёл подробные дневники про частные и общественные дела. В 1690 обобщил свои записи. К ним приложил документы и инструкции, связанные с политической и дипломатической деятельностью, а также свои письма за период 1657—1661 гг. к В. Гонсевскому, Яну Казимиру, Х. Пацу. Книга Медекши — ценный источник, отражающий политическую жизнь ВКЛ в XVII в. Книга Медекши была издана Владиславом Серединским в Кракове в 1875 под названием «Памятная книга событий, произошедших в Литве в 1654—1668 г.» в серии «Scriptores Rerum Polonicarum» (т. 3). В 1953 г. Юлиуш Новак-Длужевский издал во Вроцлаве книгу «Поэзия Священного Союза и восстания Любомирского» (Poezja Związku Święconego i rokoszu Lubomirskiego), в которой опубликованы рукописи с большой долей вероятности авторства Стефана Франтишека Медекши.

## Издания сочинений
- Stefana Franciszka z Prószcza Medekszy, sekretarza Jana Kazimierza, sędziego ziemskiego kowieńskiego. Księga pamiętnicza wydarzeń zaszłych na Litwie 1654—1668. — Kraków. 1875.